# Proasellus meridianus
Proasellus meridianus là một loài chân đều trong họ Asellidae. Loài này được Racovitza miêu tả khoa học năm 1919.